# Sørvágsfjørður
Het Sørvágsfjørður is een fjord in het eiland Vágar behorende tot de Faeröer. Het fjord is ongeveer 3500 meter lang. Aan het einde van het fjord ligt de gelijknamige plaats Sørvágur en aan de noordkust het plaatsje Bøur. Ten zuidwesten van het fjord liggen de opvallende rotspartijen Drangarnir en de eilanden Tindhólmur en Gáshólmur. Het fjord wordt gebruikt als aanvliegroute voor de luchthaven van Vágar.